# 今西正子
今西 正子（いまにし まさこ、7月21日 - ）は、元宝塚歌劇団娘役（元星組組長・専科）、宝塚音楽学校顧問。宝塚歌劇団に在団中の芸名は葉山 三千子（はやま みちこ）だが、女優の葉山三千子とは別人。京都市出身。

## 略歴
1957年に宝塚歌劇団に入団。44期生。宝塚入団時の成績は52人中38位。初舞台公演の演目は雪組公演『春の踊り』。
1975年から雪組副組長、1976年から月組副組長を務めた後に異動、1979年から1993年まで星組組長を務め、組長と平行して歌劇団の理事職にも就く。
1993年7月29日付で一樹千尋に星組組長を譲り専科に異動。1996年に舞台活動を完全引退後、宝塚音楽学校の副校長に就任。

副校長時代は、96期生のいじめ・退学問題で被害者側の訴えを無視し、加害者側を擁護する態度と取ったと一部で報じられた。
2013年、宝塚音楽学校副校長を定年のため7月26日付で退任。同時に同校の理事と評議員も退任し、同校顧問に就任。
2014年4月、宝塚歌劇100周年を記念して創立され、宝塚大劇場内に開館した「宝塚歌劇の殿堂」の最初の100人のひとりとして、宝塚時代の名葉山 三千子として殿堂入りを果たす。